# Hiyama (subprefectuur)

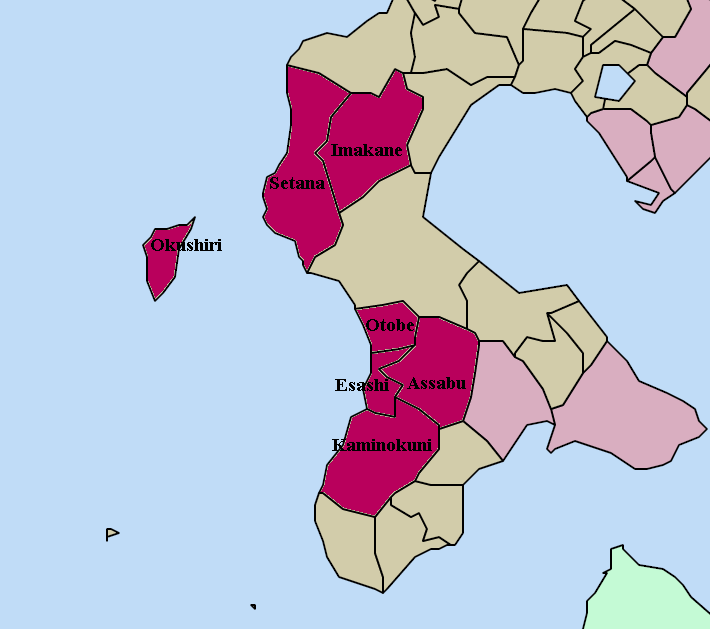
Kaart van de subprefectuur Hiyama.

 Hiyama (Japans: 檜山支庁,  Hiyama-shichō) is een subprefectuur van de prefectuur Hokkaido, Japan. Hiyama heeft een oppervlakte van 2630 km² en een bevolking van ongeveer 48.138 inwoners (2005). De hoofdstad is Esashi. De subprefectuur werd opgericht in 1897.

## Geografie
Hiyama bevindt zich volledig op het schiereiland Oshima aan de kant van de Japanse zee. Het eiland Okushiri maakt eveneens deel uit van de subprefectuur. Hiyama wordt begrensd door de subprefecturen Oshima en Shiribeshi.
De administratieve onderverdeling is als volgt:

### Zelfstandige steden (市) shi
Er zijn geen steden in de suprefectuur Hiyama.

### Gemeenten (郡 gun)
De gemeenten van Hiyama, ingedeeld naar district:
| District | Gemeenten                                |
| -------- | ---------------------------------------- |
| Hiyama   | Esashi (hoofdstad) - Kaminokuni - Assabu |
| Nishi    | Otobe                                    |
| Kudō     | Setana                                   |
| Setana   | Imakane                                  |
| Okushiri | Okushiri                                 |

### Fusies
(Situatie op 18 mei 2008) 
zie ook : Gemeentelijke herindeling in Japan
- Op 1 september 2005 werden de gemeenten Setana en Kitahiyama van het district Setana aangehecht bij de gemeente Taisei van het district Kudō.
- Op 1 oktober 2005 werd de gemeente Kumaishi van het district Nishi aangehecht bij de gemeente Yakumo van het district Yamakoshi in de subprefectuur Oshima. De nieuwe gemeente werd ondergebracht in het nieuw opgericht district Futami. De voormalige gemeente Kumaishi werd op hetzelfde moment overgeplaatst naar de subprefectuur Oshima.